# Capitole national de Colombie
Le Capitole national de Colombie (espagnol : Capitolio Nacional) est le siège du Congrès de la République de Colombie, l'instance suprême du pouvoir législatif de la Colombie. Il est situé sur le côté sud de la place Bolívar, dans le centre-ville de Bogota.
Le palais a été bâti entre 1848 et 1926 et il est l'exemple le plus représentatif de l'architecture néoclassique et républicaine dans la ville. Le bâtiment a été déclaré monument national de la Colombie par le décret 1584 du 11 août 1975.

## Histoire
Le côté sud de la Plaza Mayor a accueilli plusieurs bâtiments destinés à l'administration publique de la Vice-royauté de Nouvelle-Grenade comme la Chambre de l'Audience Royale, la cour des comptes, la prison et le Palais du vice-roi, celle-ci détruite par un incendie en mai 1786. Avant la construction du Capitole, le Congrès n'avait pas de siège permanent et s'est réuni dans divers lieux de la ville, tels que les écoles, les prisons, les églises et les couvents.
Le ministre plénipotentiaire de la Colombie au Venezuela Manuel Ancízar embauché l'architecte danois Thomas Reed le 27 août 1846, qui était alors à Caracas. Il l'avait demandé la construction d'un bâtiment public destiné au Palais du gouvernement, qui voulait accueillir les deux Chambres du Congrès, la Cour suprême, le tribunal de district de Cundinamarca, le Greffier et le Président de la République. Quelques semaines plus tard, Reed s'est installé à Bogotá et a commencé la conception de la construction. Dans leurs plans il le donne à la construction le nom du Capitole national, et ils sont approuvés par le Congrès. Pour l'exécution de l'œuvre est publiée un appel d'offres public dans le Journal officiel le 17 juin 1847, attribué à Juan Manuel Arrubla.

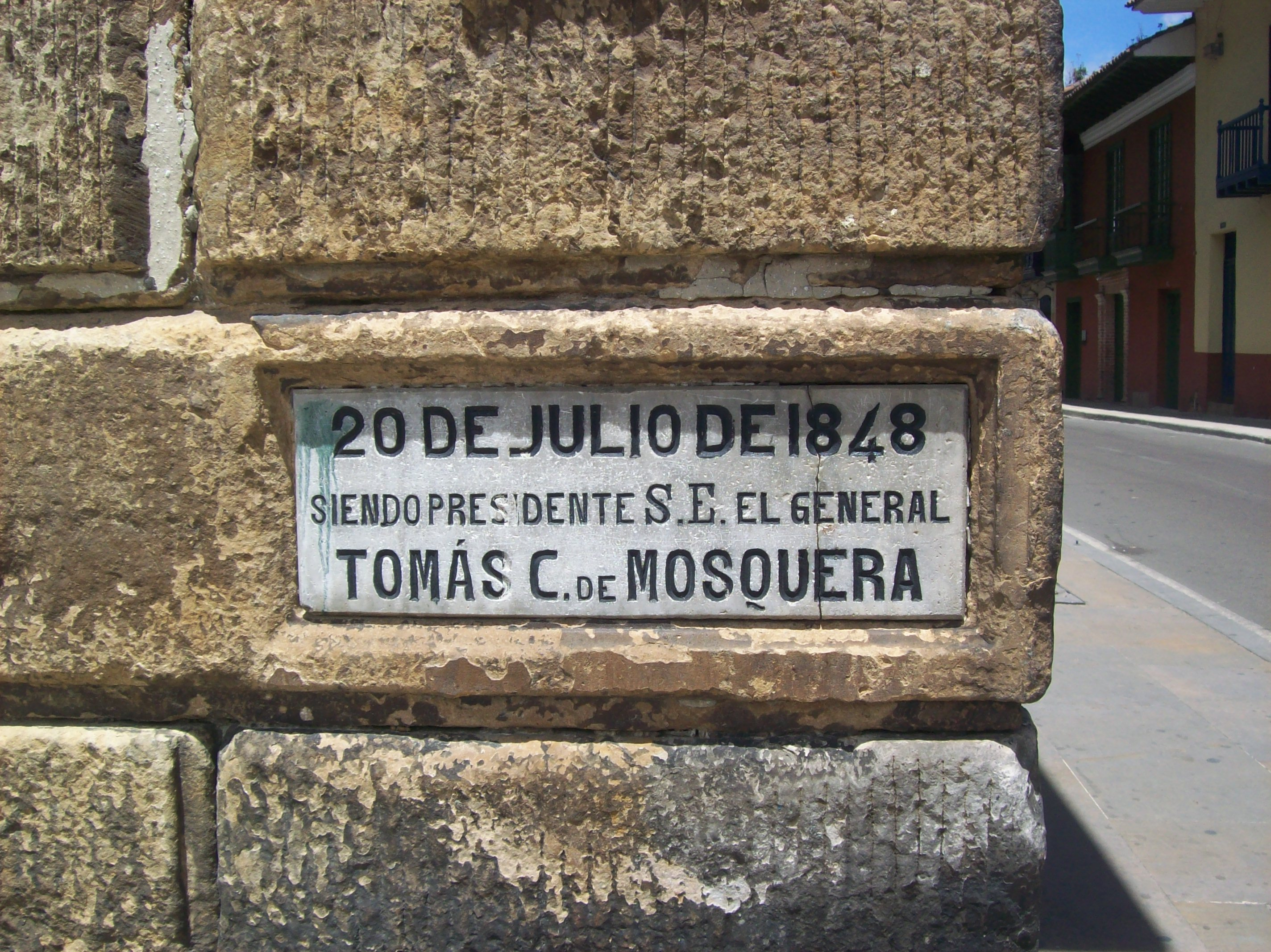
Première pierre du Capitole.

Les travaux sur le Capitole ont commencé le 20 juillet 1848, après la loi émis par le président Tomás Cipriano de Mosquera. La première pierre a été bénie par l'archevêque de Bogota Manuel José Mosquera (frère du président Tomás Cipriano) en présence de toutes les autorités civiles.
Les travaux de construction ont duré 78 ans et plusieurs architectes ont été chargés. Son auteur, Thomas Reed, dirigé la construction jusqu'en 1851, lorsqu'elle est suspendu par la guerre civile. En février 1870, il est lancé la deuxième phase des travaux sous la direction de Francisco Olaya, ancien contremaître de Thomas Reed et directeur des Travaux publics. Le 1er avril 1874, les salles des chambres du Congrès ont été aménagées et elles ont commencé à être utilisées même si elles étaient encore en construction. En 1881, la poursuite des travaux sous la direction de l'Italien Pietro Cantini avait inclus quelques modifications à la façade conçue originellement par Reed, qui ont fait l'objet de critiques par le poète Rafael Pombo. Cantini a continué dans la direction jusqu'en 1885, lorsque la guerre civile a laissé sans aucun budget les travaux. Les travaux seront reprises en 1891 à partir des plans de Cantini, sous la direction d'Antonio Clopatofsky, qui était chargé du travail pendant un an.
En 1904, Pietro Cantini a présenté des nouveaux plans et des nouvelles évaluations pour les travaux du Capitole. Le 11 avril 1905 un contrat a été signé pour l'installation de l'électricité dans le bâtiment. Cantini a pris la direction des travaux entre 1906 et 1908, une période durant laquelle les toits sont renforcés, les escaliers et la façade sud a été amélioré, le drainage de l'édifice a été examiné et l'alquitrabe des pilastres de la façade a été enlevé. Le 11 février 1908, Cantini a résigné aux œuvres à cause de sa mauvaise santé et elles ont été à la charge de l'architecte Mariano Santamaria après la demande du président Rafael Reyes. Dans son ouvrage, Santamaria a conçu le côté sud et soulevé les colonnes du patio, le fronton et le portique. Entre 1911 et 1919 prend la direction des travaux l'architecte français Gaston Lelarge, qui a démoli le porche construit par Santamaria et remplacé par les salles législatives actuelles et qui a construit les pièces intérieures et les escaliers extérieurs. Le 14 octobre 1914 le général Rafael Uribe Uribe a été tué par deux hommes en montant les escaliers de l'entrée au Capitole.

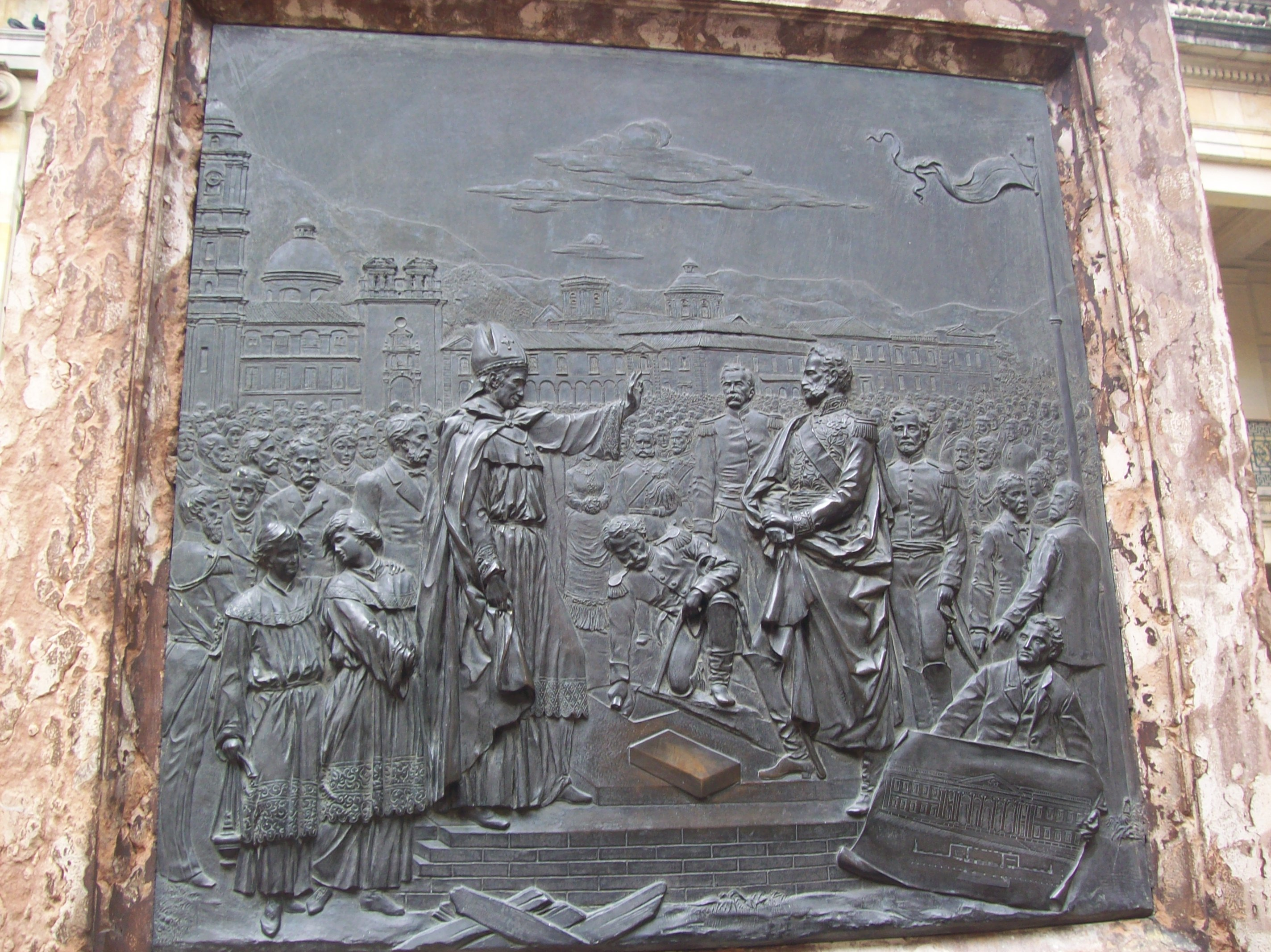
Relief en bronze de la bénédiction de l'archevêque Manuel José Mosquera.

En 1920, le gouvernement a convoqué une commission pour décider la finition la plus appropriée pour le Capitole. La commission ne trouve pas une solution adéquate et trois ans après la Société Industrielle des ingénieurs a ouvert un concours dans lequel il y avait une alternative : un dôme, proposé par Alberto Martinez Gonzalez Sadi, et l'autre option a suggéré de placer quatre griffons dans le grenier du Salon Eliptico, et c'est cette dernière solution qui a été retenue.
L'architecte Alberto Martín Manrique a terminé les travaux entre 1924 et 1925. Il a achevé la construction du Salon Eliptico et la toiture, sous la présidence de Pedro Nel Ospina. Le bâtiment a été inauguré officiellement le 7 août 1926, à l'occasion de l'inauguration présidentielle de Miguel Abadía Méndez et le début de la législature.
Entre 1945 et 1957 les premières modifications à la construction ont été faites. Un escalier impérial de communication entre le Salon Boyaca et le sous-sol a été ajouté, ainsi que deux ascenseurs et un escalier monumental dans la cour Nunez. Ces travaux ont été dirigés par Rafael Lelarge, fils de l'architecte Gaston Lelarge.
En 1969, la Banque centrale a émis une série de billets de banque de 100 pesos colombiens avec l'image du Capitole au revers. Cette série de billets est distribuée jusqu'en 1980.
En 1975, le Capitole National de la Colombie a  été proposé comme Monument national par la résolution 004 du 30 juin et déclaré comme tel par le décret 1584 du 11 août 1975.
Certaines réformes à l'espace intérieur du bâtiment ont été faites pour abriter les bureaux des membres du Congrès après l'augmentation progressive des représentants. D'autres travaux d'entretien effectués durant les années 1990 pour empêcher la détérioration du bâtiment. La restauration la plus récente a été réalisée en 1997 par la firme Conconcreto SA qui ont été récupérés dans tous les intérieurs et renforcé la structure anti-sismique.
Le 12 février 2010, l'artiste samarium Rafael Gómezbarros a installé sur la façade du Capitole 1300 fourmis géantes en fibre de verre dans le cadre d'une représentation artistique du déplacement interne, qui est resté installé pour sept semaines dans le bâtiment. En 2011, le Salon Eliptico a été équipé avec des systèmes technologiques pour la suivie pendant les sessions du Congrès et les rapports officiels. 

## Description

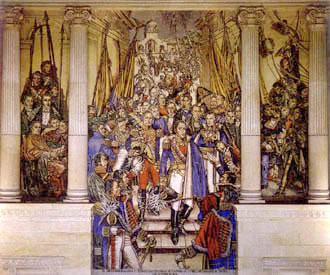
Fresque de décorant le Capitole national de Colombie.

Le Capitole national est l'une des réalisations majeures de la période républicaine en Colombie et l'un des édifices ayant le plus de valeur architecturale de Bogota. Toute la structure de l'édifice est en pierre de taille et se distingue par les colonnes ioniques soutenant la porte principale.
Il comprend trois étages et un sous-sol, quatre patios dédiés à la mémoire de Tomas Cipriano de Mosquera, Jorge Eliecer Gaitan, Rafael Nuñez et Álvaro Gómez Hurtado, ainsi que quatre salons importants (Elíptico, Boyaca, Recinto del Senado et Salón de la Constitución).
La façade principale du Capitole se trouve sur le côté sud de la Plaza de Bolivar. Elle est composée de deux ailes latérales symétriques et un corps principal à la manière d'un portail transparent. Le portail est compris d'une colonnade de six rangées de trois colonnes ioniques et deux ouvertures dans chacune de ses extrémités, l'une sur l'autre et encadrée par deux butées saillantes supportés par deux pilastres. Le bâtiment est couronné d'un entablement horizontal surmonté d'une corniche avec quatre robinets et une balustrade sur laquelle des vases et des palmettes sont entrecoupés. Le système de drainage à la hauteur de la corniche est ornée de gargouilles avec des têtes d'animaux.
Le corps principal est occupé par le Salon Elíptico où se déroulent notamment les sessions plénières du congrès (Sénat et Chambre des représentants), les sessions plénières de la Chambre des représentants (chambre basse), la prise de fonctions du président de la république et les élections de la Cour Suprême. Le Salon Eliptico est situé au sud du patio Mosquera, l'espace situé derrière la colonnade de la façade principale, dans lequel se trouve une statue en bronze de Tomas Cipriano de Mosquera, faite par le sculpteur allemand Ferdinand von Mueller en 1883. Sur la façade arrière, le corps central est décalé par rapport aux ailes latérales formant le patio Nunez, dont le fond de panier a deux rangées de sept fenêtres. Las trois ouvertures centrales forment une passerelle au Salon Eliptico, encadré de quatre colonnes ioniques qui soutiennent un fronton. Sur le côté sud, la construction possède deux ensembles d'escaliers délimitant le patio Rafael Nunez et qui conduisent directement avec la place d'armes de la Casa de Nariño.
Dans l'aile Est se trouve le salon du Sénat à l'extrémité sud, les bureaux de la présidence et la vice-présidence du Sénat, le patio en l'honneur de Alvaro Gomez, le Conseil du protocole du Sénat, la salle de presse, une cafétéria et des salles d'appui. L'aile ouest contient le Salon Boyacá, les bureaux  de la présidence et la vice-présidence de la Chambre des représentants, le patio en l'honneur de Jorge Eliecer Gaitán, le Conseil du protocole de la Chambre, une cafétéria et des salles d'appui.